# Монтефорте-д’Альпоне
Монтефорте-д’Альпоне (итал. Monteforte d'Alpone) — коммуна в Италии, располагается в провинции Верона области Венеция.
Население составляет 8300 человек (2008), плотность населения составляет 401 чел./км². Занимает площадь 20 км². Почтовый индекс — 37032. Телефонный код — 045.
Покровителем коммуны почитается святой Антоний Великий, празднование 17 января.

## Демография
Динамика населения:

## Администрация коммуны
- Официальный сайт: https://web.archive.org/web/20060815200136/http://www.montefortedalpone.org/